# HAR1F

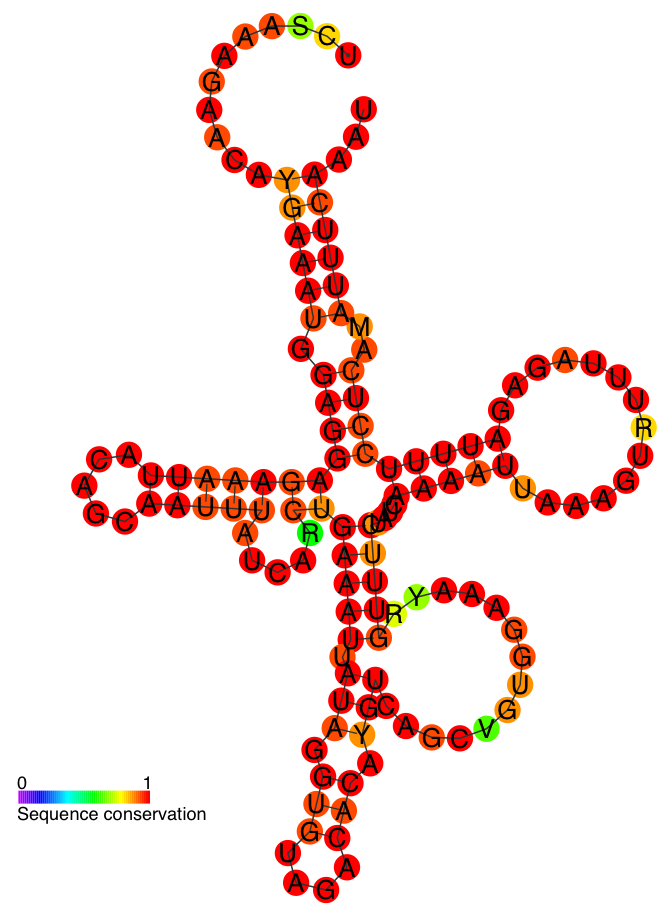
Структура HAR1F

HAR1F - РНК-ген, часть эволюционно ускоренной части человеческого генома. Ген расположен на длинном плече 20й хромосомы; РНК-продукт гена экспрессирован в клетках Кахаля-Ретциуса. 
HAR1F обнаружен в 2006 году в ходе исследования, впервые продемонстрировавшего наличие 49 областей, наиболее сильно отличающих человека от шимпанзе. Области были пронумерованы по степени их отдаления от эволюционного предка, и HAR1F наряду с другим геном из области HAR1, HAR1R, обладает самыми большими структурными отличиями, возможно, обуславливающими ряд эволюционных новинок в устройстве человеческой нервной системы.
Функции и механизм действия HAR1F слабоизучены, однако известно, что ген экспрессирован с 7й по 18ю недели внутриутробного развития в дорсальной части переднего мозга. У взрослых людей ген проявляет активность в мозжечке, переднем мозге; также продукт гена обнаруживается в яичках. Исследуются структурные отличия человеческой РНК области HAR1 от РНК шимпанзе.